# Oświata w Mławie
Oświata w Mławie – całokształt zagadnień związanych z oświatą w Mławie.

## Historia
Pierwszą w Mławie profesjonalną placówką oświatową była czteroklasowa szkoła wydziałowa, która została przeniesiona w 1833 roku z Żuromina do Mławy. Jej nazwa była potem zmieniana na obwodową i na szkołę powiatową. W szkole powiatowej uczyła się młodzież z całego regionu. Zapewniała wykształcenie wielu osobom, które potem zajmowały stanowiska w administracji. Szkoła ta znajdowała się przy obecnej ulicy Narutowicza, a dawnej Szkolnej.
W ramach represji po powstaniu styczniowym 1863 roku władze zlikwidowały placówkę w 1869 roku.
W 1892 roku powstała 4-klasowa pensja tylko dla dziewcząt, której właścicielką była Antonina Mrozowska. Początkowo w budynku przy Zielonym Rynku, od 1896 roku, przeniesiona na ulicę Niborską, powiększona została o 5 klasę. W 1906 roku pensja została przeniesiona do nowego gmachu, wybudowanego specjalnie na jej potrzeby, znajdującego się przy ulicy Sienkiewicza. Wtedy była to szkoła siedmioklasowa z polskim językiem wykładowym.
W XIX wieku mławska oświata miała problem z brakiem odpowiedniego lokalu i niechęcią oraz wrogością władz carskich do tworzenia instytucji kształcącej Polaków. Po zlikwidowaniu składu monopolu spirytusowego w Mławie i przeniesieniu go do Łomży problem lokalu został rozwiązany. W budynkach pozostałych po rozlewni spirytusu mogły powstać klasy szkolne.
6 września 1903 roku w ratuszu miejskim odbyło się zebranie mieszkańców regionu, na którym uchwalono utworzenie 7-klasowej męskiej szkoły handlowej. Zdecydowano też o wystąpieniu do generał-gubernatora warszawskiego z prośbą o zezwolenie dla magistratu Mławy o udzielenie jednorazowego subsydium w wysokości 10 000 rubli srebrem, a następnie corocznej kwoty 2000 rubli na potrzeby tejże szkoły. Głównym inspiratorem całego przedsięwzięcia był Bronisław Klicki, właściciel majątku ziemskiego w Windykach.

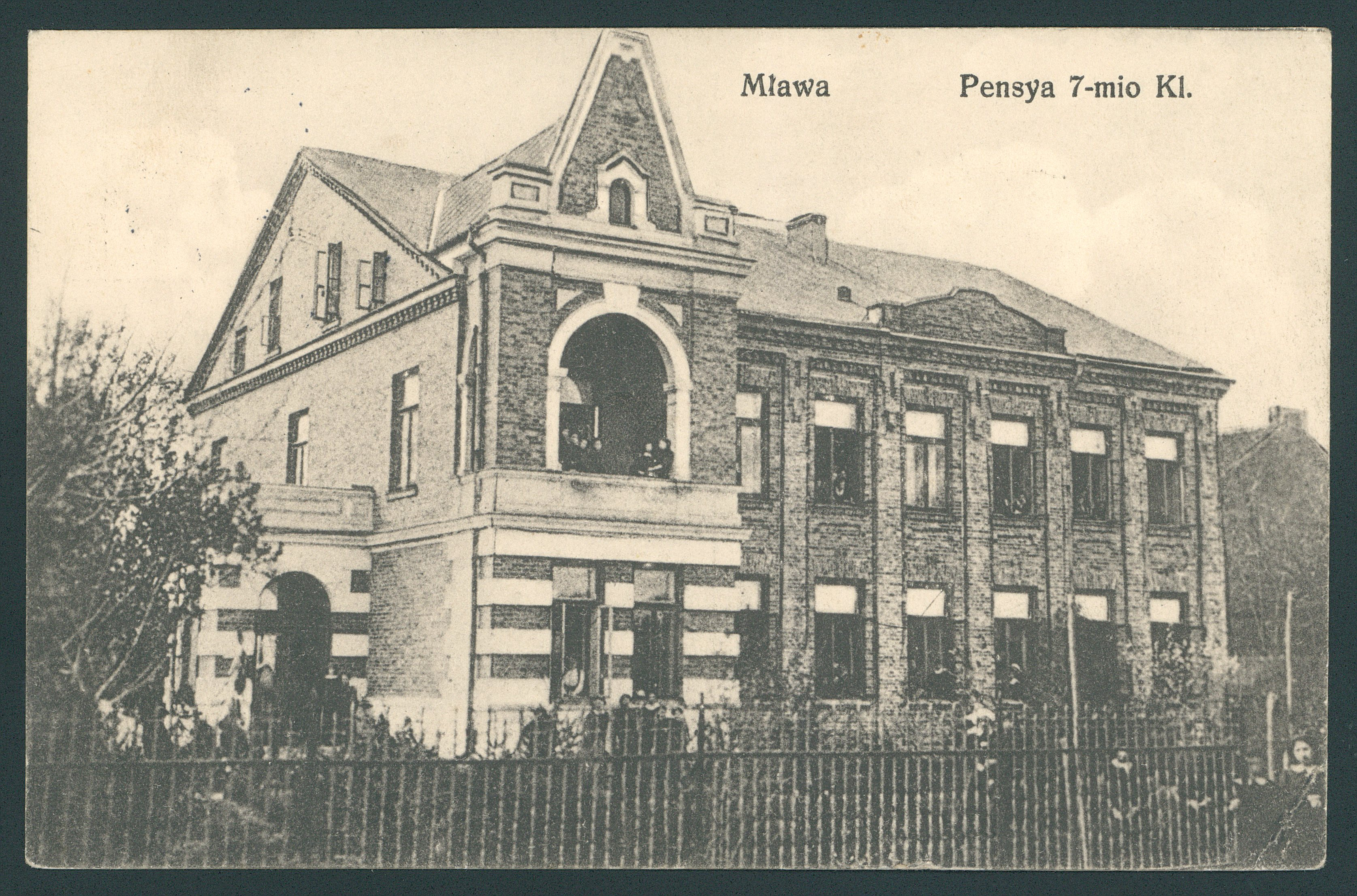
Mława 1915, pensja 7-klasowa

18 października mieszkańcy Mławy oraz okolicznych powiatów potwierdzili aktem notarialnym zamiar założenia szkoły i partycypowania w ciągu 10 lat deklarowanymi kwotami. 27 marca 1904 roku minister skarbu cesarstwa rosyjskiego zatwierdził ustawę o powstaniu szkoły, a 6 czerwca odbyło się zebranie założycieli podczas którego wybrano Radę Opiekuńczą liczącą sześć osób. 13 października 1905 roku Rada Opiekuńcza przejęła od magistratu opuszczone budynki. 12 czerwca 1906 roku Rada Opiekuńcza jednomyślnie wybrała na stanowisko dyrektora szkoły Edmunda Fankanowskiego, a 15 lipca odbyło się ogólne zebranie założycieli. 3 września 1906 roku dokonano otwarcia szkoły z czterema klasami (w tym wstępną). W następnych latach otwierano kolejne klasy, by w roku szkolnym 1910/1911 otworzyć ostatnią VII klasę.
Po wybuchu I wojny światowej szkoła nadal funkcjonowała, choć część budynków zajęły wojska niemieckie. 1 września 1916 roku szkołę handlową przemianowano na VIII klasowe Gimnazjum Filologiczne, natomiast 26 czerwca 1921 roku Rada Opiekuńcza oddała gimnazjum państwu polskiemu. W latach 1921–1934 szkoła nazywała się Państwowe Gimnazjum im. Stanisława Wyspiańskiego, przemianowane w 1934 roku na Państwowe Gimnazjum i Liceum Koedukacyjne im. Stanisława Wyspiańskiego.
W 1918 roku otworzono w Mławie preparandę, której kierownikiem był Stanisław Paliński. Na jej potrzeby i seminarium nauczycielskiego przeznaczono dwa byłe obiekty wojskowe: budynek pokoszarowy po wojsku carskim przy ulicy Warszawskiej i dom po dawnym rosyjskim klubie oficerskim przy ulicy Działdowskiej 23, obecnie Żwirki. Pierwszą kierowniczką internatu została Maria Gradowska.
Egzamin do preparandy odbył się w połowie września 1918 roku, po egzaminach zostały zorganizowane dwa kursy po ponad 40 uczniów każdy. Dwa pierwsze kursy preparandy rozpoczęły naukę pod koniec września 1918 roku w budynku szkoły powszechnej przy ulicy Działdowskiej 34. Preparandy nauczycielskie istniały 7 lat. Zostały zlikwidowane w 1925 roku, jako nie funkcjonujące w systemie szkół jednolitych. Zamieniono je na kursy dokształcające seminariów nauczycielskich.

## Szkoły i placówki oświatowe współczesne

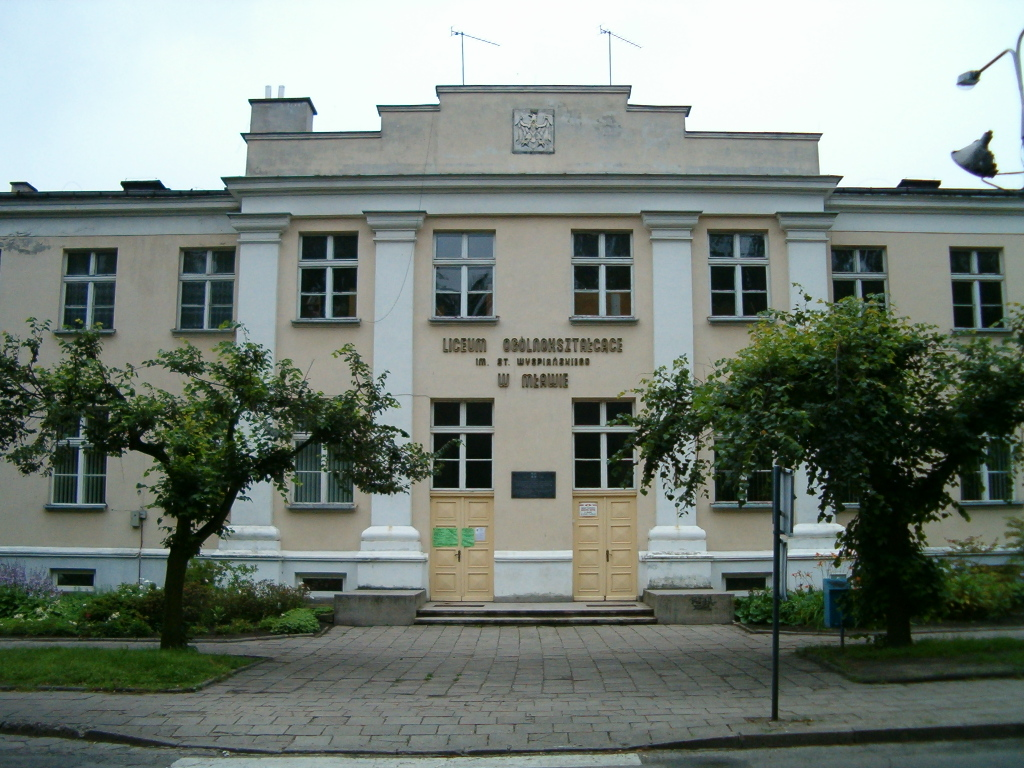
I Liceum Ogólnokształcące im. Stanisława Wyspiańskiego w Mławie – widok wczesną wiosną z parku im. Józefa Piłsudskiego

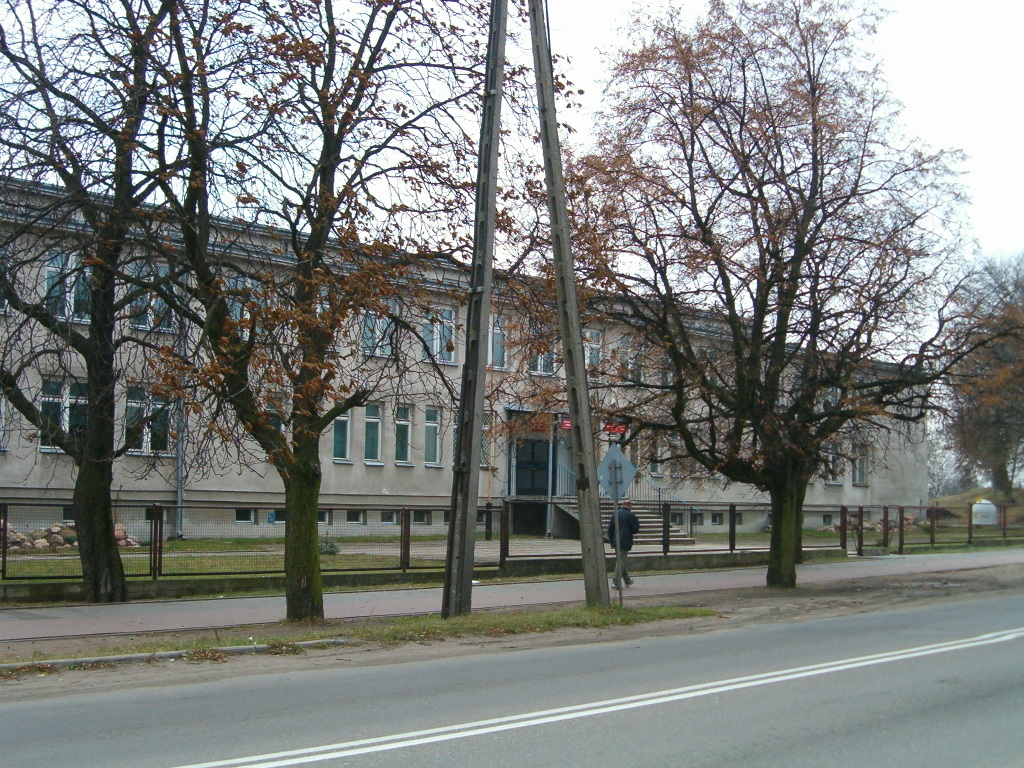
III Liceum Ogólnokształcące przy ZS nr 3, ul. Piłsudskiego 33

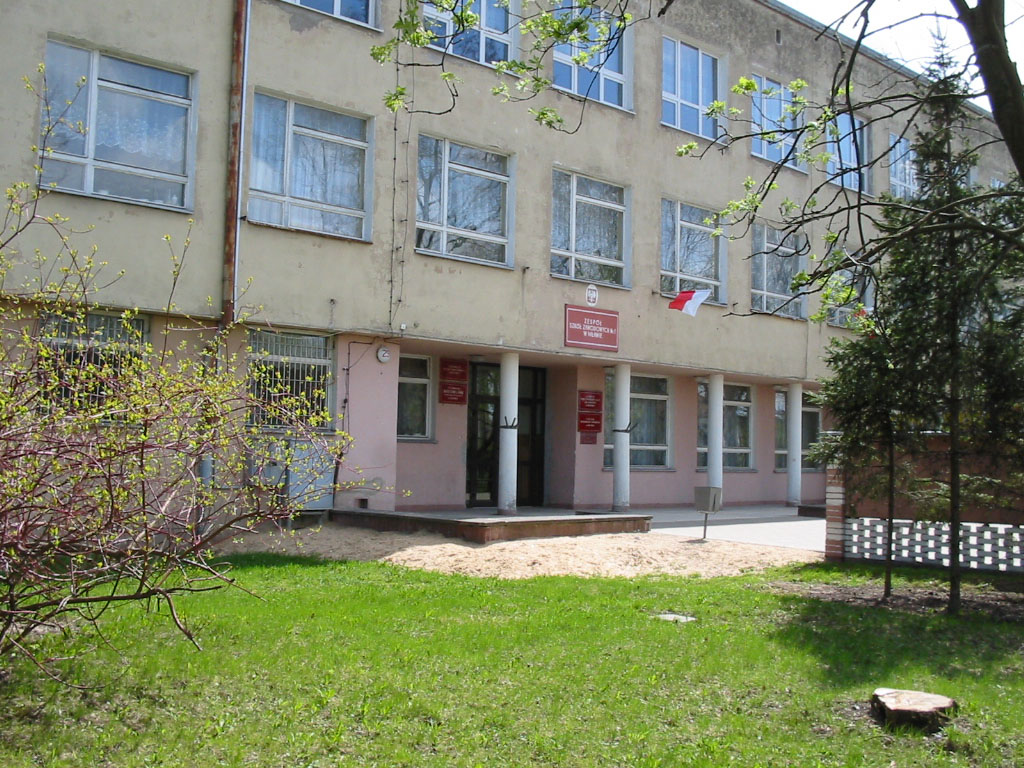
Technikum Budowlane w Mławie, widok od strony Z. Morawskiej

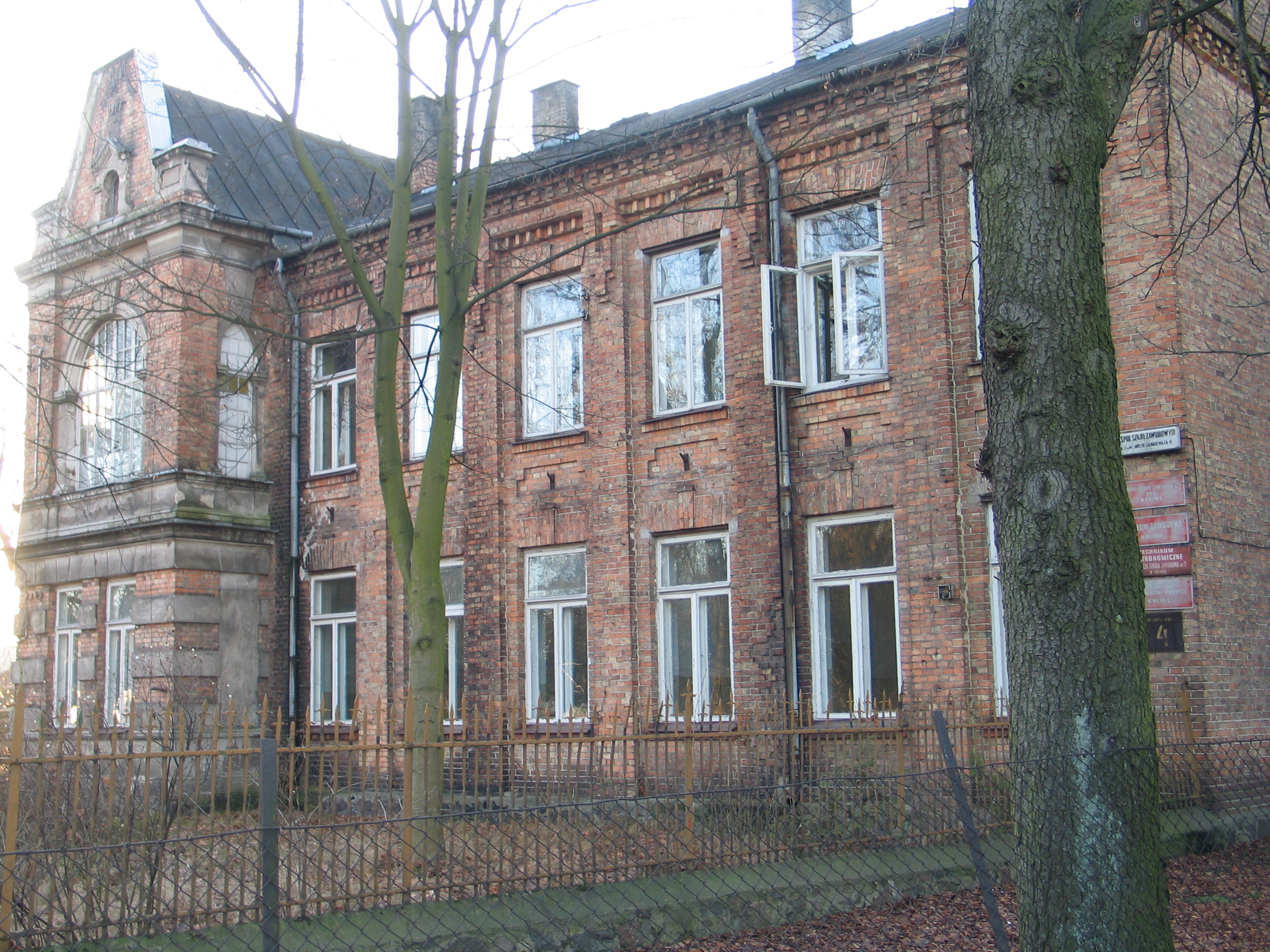
Szkoła dla dziewcząt, ul. Sienkiewicza 4, byłe Technikum Gastronomiczne, obecnie popada w ruinę

W Mławie znajdują się trzy przedszkola samorządowe w tym jedno z oddziałem żłobkowym.

### Szkolnictwo podstawowe

#### Szkoły publiczne
- Zespół Placówek Oświatowych Nr 1 im. Hugona Kołłątaja, ul. Warszawska 52
- Zespół Placówek Oświatowych Nr 2 (SP 4) im. Haliny Rudnickiej 2 ul. Graniczna 39
- Szkoła Podstawowa nr 6 im. K. Makuszyńskiego, ul. Żołnierzy 80 p.p. Wojska Polskiego 4
- Szkoła Podstawowa nr 7 im. Z. Morawskiej, ul. Ordona 14

#### Szkoły społeczne
Katolicka Szkoła Podstawowa w Mławie im. ks. Macieja Kazimierza Sarbiewskiego SI, ul. Zygmunta Krasińskiego 5

### Gimnazja

#### Gimnazja publiczne
- Gimnazjum nr 1, ul. Sportowa 1
- Gimnazjum nr 2, ul. Pogorzelskiego 4

#### Gimnazja społeczne
- Gimnazjum Katolickie im. ks. Macieja Kazimierza Sarbiewskiego SI, ul. Zygmunta Krasińskiego 5
- Społeczne Gimnazjum „Wyspianum”, ul. Wyspiańskiego 3

### Licea ogólnokształcące

#### Licea publiczne
- I Liceum Ogólnokształcące im. S. Wyspiańskiego, ul. Wyspiańskiego 1
- II Liceum Ogólnokształcące przy ZS nr 4, ul. Warszawska 44a
- III Liceum Ogólnokształcące przy ZS nr 3, ul. Piłsudskiego 33

#### Licea niepubliczne
- Katolickie Liceum Ogólnokształcące im. ks. Macieja Kazimierza Sarbiewskiego SI, ul. Kościuszki 12

### Szkoły zawodowe
- Zespół Szkół Nr 1, Technikum, ul. Z. Morawskiej 29,
- Zespół Szkół Nr 2, ul. Z. Morawskiej 29B Technikum, Branżowa Szkoła I Stopnia, Szkoła Policealna,
- Zespół Szkół Nr 3, ul. Piłsudskiego 33, Technikum Elektroniczne, Branżowa Szkoła I Stopnia,
- Zespół Szkół Nr 4, ul. Warszawska 44a, tel (popularny Ekonomik),
- Specjalny Ośrodek Szkolno-Wychowawczy, ul. Słowackiego 16, Szkoła Podstawowa Specjalna, Gimnazjum Specjalne, Zasadnicza Szkoła Zawodowa Specjalna i Szkoła Przysposabiająca do pracy.

### Szkolnictwo artystyczne
- Państwowa Szkoła Muzyczna I i II stopnia im. Andrzeja Krzanowskiego, ul. Sienkiewicza 24

### Uczelnie
- Państwowa Wyższa Szkoła Zawodowa w Ciechanowie Instytut Filologiczno-Historyczny w Mławie, ul. Warszawska 52 Kierunki: filologia polska i historia.